# Riya Sen
Riya Sen (Calcutta, 24 gennaio 1981) è un'attrice e modella indiana.

## Biografia
Nipote e figlia rispettivamente delle leggendarie attrici Suchitra Sen e Moon Moon Sen, entrambe considerate sex symbol nel loro paese, visse la sua infanzia accanto alla madre ed alla sorella Raima Sen, anch'essa attrice. Fece il suo esordio nel film Taj Mahal del 1999, diretto da Bharati Raja. Nonostante sia apprezzata per la sua bellezza, che le permise di realizzare numerosi contratti da modella, la sua partecipazione all'evolversi del cinema indiano ebbe parti minori per molto tempo.
Del 2001 è la pellicola Style, che le fece raggiungere molta popolarità in patria. Nel 2004 fu la volta di Dil Ne Jise Apna Kaha, mentre tra le sue ultime fatiche bisogna annoverare It Was Raining That Night; Silsiilay e Shaadi No. 1, le cui riprese sono terminate nel novembre del 2005.
Nel 2005 finì al centro di uno scandalo mediatico: circolò su Internet un video porno che la vedeva protagonista insieme al suo ex fidanzato Ashmit Patel. Lei accusò Patel di volerle distruggere la carriera come ripicca per averlo lasciato.

## Filmografia
- Vishkanya, regia di Jag Mundhra (1991)
- Taj Mahal, regia di Bharathiraja (1999)
- Mone Pore Tomake, regia di Montazur Rahman Akbar (2000)
- Good Luck, regia di Manoj Bhatnagar (2000)
- Love You Hamesha, regia di Kailash Surendranath (2001)
- Style, regia di N. Chandra (2001)
- Dil Vil Pyar Vyar, regia di Anant Mahadevan (2002)
- Jhankaar Beats, regia di Sujoy Ghosh (2003)
- Qayamat: City Under Threat, regia di Harry Baweja (2003)
- Plan, regia di Hriday Shetty (2004)
- Dil Ne Jise Apna Kaha, regia di Atul Agnihotri (2004)
- Arasatchi, regia di N. Maharajan (2004)
- Silsiilay, regia di Khalid Mohamed (2005)
- James, regia di Rohit Jugraj (2005)
- Shaadi No. 1, regia di David Dhawan (2005)
- Anandabhadram, regia di Santosh Sivan (2005)
- Tum... Ho Na!, regia di N.S. Raj Bharath (2005)
- It Was Raining That Night, regia di Mahesh Manjrekar (2005)
- Apna Sapna Money Money, regia di Sangeeth Sivan (2006)
- Heyy Babyy, regia di Sajid Khan (2007)
- Nenu Meeku Telusa...?, regia di Sastry Ajay (2008)
- Heroes, regia di Samir Karnik (2008)
- Zor Lagaa Ke... Haiya!, regia di Girish Girija Joshi (2009)
- Paying Guests, regia di Paritosh Painter (2009)
- Hum Phirr Milein Na Milein, regia di Manish Goel (2009)
- Love Khichdi, regia di Srinivas Bhashyam (2009)
- Love Game, regia di Abhinay Deo (2009)
- Abohomaan, regia di Rituparno Ghosh (2009)
- Click, regia di Sangeeth Sivan (2010)
- Benny and Babloo, regia di Yunus Sajawal (2010)
- Noukadubi, regia di Rituparno Ghosh (2011)
- A Strange Love Story, regia di Tarique Khan e Sahil Seth (2011)
- Tere Mere Phere, regia di Deepa Sahi (2011)
- Chargesheet, regia di Dev Anand (2011)
- Idiot: I Do Ishq Only Tumse, regia di Ashok Pati (2012)
- 3 Bachelors, regia di Ajai Sinha (2012)
- My Love Story, regia di Deepak Ranjan Panda (2013)
- Zindagi 50 50, regia di Rajiv S. Ruia e Amol Kulkarni (2013)
- Hari Om Hari, regia di Dilip Panda (2013)
- Rabba Main Kya Karoon, regia di Amrit Sagar (2013)
- Dharma, regia di Dilip Panda (2013)
- Krrish 3, regia di Rakesh Roshan (2013)
- Jaatishwar, regia di Srijit Mukherji (2014)
- Kolkata Calling, regia di Mainak Bhaumik (2014)
- Family Album, regia di Mainak Bhaumik (2015)
- Roga Howar Sohoj Upay, regia di Debaloy Bhattacharya (2015)
- Hero 420, regia di Sujit Mondal e Saikat Nasir (2016)
- Dark Chocolate, regia di Agnidev Chatterjee (2016)